# عصير الكتب (برنامج)
هو برنامج ثقافي يتحدث عن الكتاب بكل اتجاهاته، يقدمه الكاتب والسينارست المصري بلال فضل، بدأ عرض البرنامج في الحادي والعشرين من شهر فبراير لعام 2010.
يرشح البرنامج في نهاية كل حلقة كتابا ينقده المشاهدون ويفوز من الناقدين خمسة، ثلاث منهم بجائزة مالية قدرها ألف جنيه تقدم من قناة دريم 2، وجائزتان عبارة عن أعمال كاملة لكتاب مشهورون تقدمها دار نهضة مصر للنشر والتوزيع.
يأتي البرنامج بشكل أسبوعي يوم الأحد في السابعة مساءً بتوقيت القاهرة على قناة دريم 2، ويعاد في الإثنين في الرابعة مساء، ويعاد مرة أخرى يوم الثلاثاء في الثانية بعد منتصف الليل.
توقف عرض البرنامج على قناة دريم سنة 2011.
منذ 2015 يتم عرض البرنامج على شبكة التلفزيون العربي.  في النسخة الجديدة من البرنامج، يستعرض بلال فضل في الجزء الأول أحد الكتب ويشرح ظروف كتابته، ثم يستضيف أحد الخبراء في المجال الثقافي للتحدث عن قضايا متعددة. و يتضمن البرنامج أيضا فقرات عن كتاب و أدباء و أعمالهم.

## حلقات البرنامج
| الحلقة | تاريخ العرض | ضيف الحلقة                                                            | الكتب المقترحة |
| ------ | ----------- | --------------------------------------------------------------------- | --- |
| 1      |             |                                                                       | |
| 2      |             |                                                                       | |
| 3      |             |                                                                       | |
| 75     |             | الدكتور أحمد عبد المجيد                                               | مذكرات نوبار باشا |
| 76     |             | الكاتبة درية الكرداني                                                 | مذكرات نوبار باشا |
|        |             |                                                                       | |
| 79     |             | الدكتور بسام حداد                                                     | • بورقيبة.. سيرة شبه محرمة للصافي سعيد • صديقنا الجنرال زين العابدين بن علي لنيكولا بو • كتاب الأسبوع رواية ستونر لجون ويليامز |
|        |             |                                                                       | |
|        |             |                                                                       | |
| 87     |             |                                                                       | |
| 88     |             | الكاتبة سمر دهمش جراح                                                 | - كتاب الأسبوع : رواية ثأر الأفاعى (فقير بايقورت، ترجمة عبد القادرعبد اللي) |
| 89     |             | الكاتبة سمر دهمش جراح                                                 | - كتاب الأسبوع : أفلام حياتي (فرونسوا تريفو، ترجمة السعيد بوطاجين) |
| 90     |             | الكاتبة الفلسطينية سمر دهمش جراح                                      | - كتاب الأسبوع : هذا هو كل شيء: قصائد من برشت .. برتولد برشت (ترجمة عبد الغفار المكاوي، دار شرقيات، سلسلة عيون الأدب الأجنبي) |
| 91     |             | الروائي اليمني حبيب عبد الرب سروري                                    | - سور الأزبكية : الكاتب المصري زكي نجيب محمود - كتاب الأسبوع : المستشرق ..في فض غموض حياة غريبة و خطيرة (توم ريس، ترجمة رفعت السيد علي، منشورات الجمل)                                                                                   |
| 92     |             | الروائي اليمني حبيب عبد الرب سروري                                    | - كتاب الأسبوع : أدب رخيص (تشارلز بوكوفسكي، ترجمة ايمان حرز الله) |
| 93     | 24-04-2017  | الروائي اليمني حبيب عبد الرب سروري                                    | - كتاب لا إمام سوى العقل، حبيب عبد الرب سروري - فقرة سور الأزبكية : السيرة الذاتية للكاتب والصحفي المصري جمال الغيطاني - كتاب الأسبوع : التطور العمراني لشوارع مدينة القاهرة.. من البدايات حتى القرن الحادي والعشرين (فتحي حافظ الحديدي) |
| 94     | 01-05-2017  | الكاتب والمترجم سمير جريس                                             | - كتاب الغربال لمؤلفه ميخائيل نعيمة. - كتاب الأسبوع : ظلم الأقوى (مقالات و خطب للكاتب الألماني غونتر غراس ترجمة عدنان عباس) |
| 95     | 08-05-2017  | الكاتب والمترجم سمير جريس الشاعرة والكاتبة الفلسطينية مايا أبو الحيات | - كتاب تعليمات سيادتك - كتاب الأسبوع: كتاب الأبيض المتوسط .. تاريخ بحر ليس كمثله بحر ( جون جوليوس نورويش ترجمة طلعت الشايب) |
| 96     |             | الكاتب والمترجم سمير جريس                                             | - كتاب تعليمات سيادتك - كتاب الأسبوع : رواية عندما بكى نيتشه (إرفين د يالوم ترجمة خالد الجبيلي) |
| 97     |             | الدكتور محمد زهران الأديبة الفلسطينية ليانة بدر                       | - كتاب الأسبوع : تاريخ القراءة (ألبرتو مانغويل) مدينة الكلمات ( ألبرتو مانغويل ترجمة يازن الحاج) |
| 98     |             | الكاتب اللبناني فواز طرابلسي                                          | - كتاب تعليمات سيادتك (محمد حسني أبو العز) - كتاب الأسبوع : رواية حكايات يوسف تدرس (للكاتب المصري عادل عصمت) |
| 99     |             | الكاتب اللبناني فواز طرابلسي                                          | - كتاب الأسبوع : كتاب الانتقال العسكري، تأملات حول الإصلاح الديمقراطي للقوات المسلحة - نارسيس سيرّا |
| 100    |             | الكاتب اللبناني فواز طرابلسي                                          | - شخصية مصرية للكاتب المصري جمال حمدان - كتاب الأسبوع : رواية هيا نشتري شاعرا للروائي البرتغالي أفونسو كروش |
| 101    |             | الروائي المصري محمد ربيع                                              | - كتاب الأسبوع : زمن زياد: قديش كان في ناس ـ طلال شتوي |
| 102    |             | الروائي المصري محمد ربيع                                              | - كتاب الأسبوع : دائرة سين (للكاتبة المصرية هالة القوصي) |
| 103    |             | الروائي المصري محمد ربيع                                              | - كتاب كناشة النوادر للأستاذ عبد السلام هارون - كتاب الأسبوع : موت الأبد السوري لمحمد أبي سمرا |
| 104    |             | الكاتبة والشاعرة المصرية إيمان مرسال                                  | - كتاب الأسبوع : القصص القصيرة الكاملة (غابرييل غارسا ماركيز، ترجمة صالح علماني) |
| 105    |             | الكاتبة والشاعرة المصرية إيمان مرسال                                  | - كتاب الأسبوع :حب وقمامة للكاتب ايفان كليما |
| 106    |             | الكاتبة والشاعرة المصرية إيمان مرسال                                  | - كتاب الأسبوع: رواية أعلَنوا مولده فوق الجبل (جيمس بولدوين، ترجمة هاني حلمي) |
| 107    |             | الكاتب اللبناني إلياس خوري                                            | - كتاب الأسبوع: اقتصاد الفقراء ( أبهيجيت بارنو، إستر دوفلو، ترجمة أنور الشامي) |
| 108    |             | الكاتب اللبناني إلياس خوري                                            | كتاب الأسبوع: السيرة الذاتية للكاتب فتحي رضوان |
| 109    |             | الكاتب اللبناني إلياس خوري                                            | كتاب الأسبوع: رواية في مديح البط |
| 110    |             | الكاتب العراقي علي عبد الأمير                                         | الوثائق الحربية المحجوبة |
|        |             |                                                                       | |

1. ↑  عصير الكتب نسخة محفوظة 7 أكتوبر 2018 على موقع واي باك مشين.
2. ↑  الحلقة 1 نسخة محفوظة 16 ديسمبر 2019 على موقع واي باك مشين.
3. ↑  الحلقة 2 نسخة محفوظة 16 ديسمبر 2019 على موقع واي باك مشين.
4. ↑  الحلقة 3 نسخة محفوظة 16 ديسمبر 2019 على موقع واي باك مشين.
5. ↑  الحلقة 87 نسخة محفوظة 16 ديسمبر 2019 على موقع واي باك مشين.
6. ↑  الحلقة 88 نسخة محفوظة 28 أغسطس 2017 على موقع واي باك مشين.
7. ↑  الحلقة 89 نسخة محفوظة 28 أغسطس 2017 على موقع واي باك مشين.
8. ↑  الحلقة 90 نسخة محفوظة 28 أغسطس 2017 على موقع واي باك مشين.
9. ↑  الحلقة 91 نسخة محفوظة 28 أغسطس 2017 على موقع واي باك مشين.
10. ↑  الحلقة 92 نسخة محفوظة 28 أغسطس 2017 على موقع واي باك مشين.
11. ↑  الحلقة 93 نسخة محفوظة 28 أغسطس 2017 على موقع واي باك مشين.
12. ↑  الحلقة 94 نسخة محفوظة 28 أغسطس 2017 على موقع واي باك مشين.
13. ↑  الحلقة 95 نسخة محفوظة 28 أغسطس 2017 على موقع واي باك مشين.
14. ↑  الحلقة 96 نسخة محفوظة 28 أغسطس 2017 على موقع واي باك مشين.
15. ↑  الحلقة 97 نسخة محفوظة 28 أغسطس 2017 على موقع واي باك مشين.
16. ↑  الحلقة 98 نسخة محفوظة 30 سبتمبر 2017 على موقع واي باك مشين.
17. ↑  الحلقة 99 نسخة محفوظة 8 أغسطس 2017 على موقع واي باك مشين.
18. ↑  الحلقة 100 نسخة محفوظة 19 أكتوبر 2017 على موقع واي باك مشين.
19. ↑  الحلقة 101 نسخة محفوظة 23 أغسطس 2017 على موقع واي باك مشين.
20. ↑  الحلقة 102 نسخة محفوظة 4 نوفمبر 2017 على موقع واي باك مشين.
21. ↑  الحلقة 103 نسخة محفوظة 8 أكتوبر 2017 على موقع واي باك مشين.
22. ↑  الحلقة 104 نسخة محفوظة 23 نوفمبر 2017 على موقع واي باك مشين.
23. ↑  الحلقة 105 نسخة محفوظة 19 ديسمبر 2017 على موقع واي باك مشين.